# Solymar
Solymar és un balneari del sud de l'Uruguai, ubicat al departament de Canelones. Forma part de la Ciudad de la Costa.

## Geografia
Solymar es troba al sud del departament de Canelones, sobre la costa del Riu de la Plata. Limita a l'oest amb els balnearis de Lagomar i El Bosque. La Ruta Interbalneària creua la localitat al seu extrem nord. Aquesta ruta connecta Solymar amb la capital del país, la ciutat de Montevideo, la qual es troba a una distància de 24 km.

## Població
El balneari té una població de 15.908 habitants, segons les dades del cens de 2004.
| Any  | Població |
| ---- | -------- |
| 1963 | 542      |
| 1975 | 3.527    |
| 1985 | 6.607    |
| 1996 | 13.942   |
| 2004 | 15.908   |

Font: Institut Nacional d'Estadística de l'Uruguai (INE)

## Punts d'interès
A Solymar es troba el Museo del Pan (Museu del Pa).

## Mapa

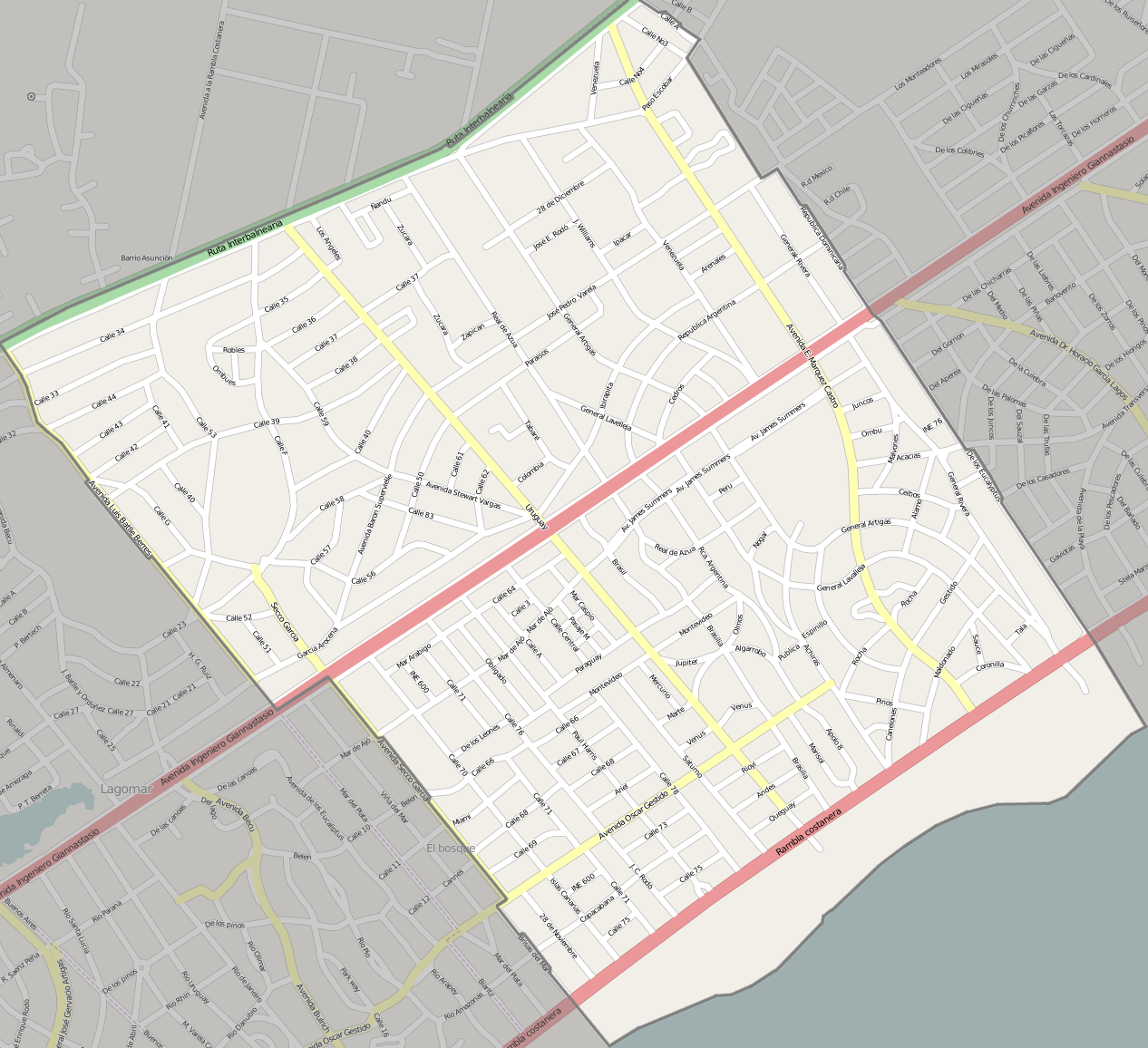
Mapa de Solymar.